# Nemoria delicataria
Nemoria delicataria är en fjärilsart som beskrevs av Heinrich Benno Möschler 1881. Nemoria delicataria ingår i släktet Nemoria och familjen mätare. Inga underarter finns listade i Catalogue of Life.